# Pro D2 2010-11
El Pro D2 2010-11 fue la decimoprimera edición de la segunda categoría profesional del rugby francés.

## Modo de disputa
El torneo se disputó en formato de todos contra todos en condición de local y de visitante en su fase regular, el equipo que se ubicó en la primera posición al finalizar el torneo se coronó campeón, del 2° al 5° puesto disputaron un play-off para decidir el segundo ascenso.
Los últimos dos equipos al finalizar el torneo descendieron directamente a la tercera división.

## Clasificación
| Pos. | Equipo           | Encuentros | Encuentros | Encuentros | Encuentros | Tantos | Tantos | Tantos | Puntos Bonus | Puntos |
| Pos. | Equipo           | PJ         | PG         | PE         | PP         | F      | C      | Dif    | Puntos Bonus | Puntos |
| ---- | ---------------- | ---------- | ---------- | ---------- | ---------- | ------ | ------ | ------ | ------------ | ------ |
| 1.º  | Lyon OU          | 30         | 21         | 2          | 7          | 705    | 448    | +257   | 13           | 101    |
| 2.º  | Grenoble         | 30         | 19         | 4          | 7          | 767    | 505    | +262   | 15           | 99     |
| 3.º  | SC Albi          | 30         | 19         | 3          | 8          | 674    | 524    | +150   | 10           | 92     |
| 4.º  | Mont-de-Marsan   | 30         | 18         | 0          | 12         | 667    | 467    | +200   | 14           | 86     |
| 5.º  | Bordeaux-Bègles  | 30         | 18         | 1          | 11         | 727    | 578    | +149   | 10           | 84     |
| 6.º  | Auch             | 30         | 16         | 2          | 12         | 566    | 559    | +7     | 11           | 79     |
| 7.º  | Aurillac         | 30         | 15         | 1          | 14         | 603    | 585    | +18    | 8            | 70     |
| 8.º  | Oyonnax          | 30         | 13         | 3          | 14         | 579    | 539    | +40    | 11           | 69     |
| 9.º  | Section Paloise  | 30         | 15         | 0          | 15         | 630    | 628    | +2     | 9            | 69     |
| 10.º | Carcassonne      | 30         | 12         | 2          | 16         | 612    | 608    | +4     | 14           | 66     |
| 11.º | Pays d'Aix RC    | 30         | 14         | 1          | 15         | 586    | 650    | −64    | 5            | 63     |
| 12.º | Tarbes           | 30         | 13         | 1          | 16         | 579    | 674    | −95    | 8            | 62     |
| 13.º | RC Narbonne      | 30         | 13         | 1          | 16         | 579    | 674    | −95    | 8            | 62     |
| 14.º | US Dax           | 30         | 10         | 1          | 19         | 591    | 652    | −61    | 13           | 55     |
| 15.º | Colomiers        | 30         | 10         | 4          | 16         | 488    | 678    | −190   | 7            | 55     |
| 16.º | CA Saint-Étienne | 30         | 1          | 1          | 28         | 434    | 922    | −488   | 11           | 17     |

| Bandera de Francia |
| Campeón Lyon OU    |
| Primer título      |

## Segundo ascenso

### Semifinal
| 2011 | Albi | 21 - 16 | Mont-de-Marsan |  |  |

| 2011 | Grenoble | 12 - 19 | Bordeaux-Bègles |  |  |

### Final
| 22 de mayo de 2011 | SC Albi | 14 - 21 | Bordeaux-Bègles |  |  |